# Chill de Columbus
Le Chill de Columbus est une franchise professionnelle de hockey sur glace en Amérique du Nord qui évoluait dans l'ECHL. L'équipe était basée à Dublin dans l'Ohio.

## Historique
La franchise est créée en 1991. Elle est engagée dans l'ECHL jusqu'à la saison 1998-1999. En huit ans d'existence, elle se qualifie à cinq reprises pour les séries éliminatoires mais ne parvient pas à franchir le deuxième tour.
Au cours de son existence, elle sert de club-école pour plusieurs franchises : les Admirals de Milwaukee de 1992 à 1994 et l'Ice d'Indianapolis en 1993-1994 puis de 1995 à 1999, clubs de la Ligue internationale de hockey ; les Canucks de Hamilton en 1993-1994 puis les Mighty Ducks de Cincinnati en 1997-1998 dans la Ligue américaine de hockey ; les Blackhawks de Chicago de 1992 à 1994 puis de 1995 à 1999, les Canucks de Vancouver de 1992 à 1994 et les Ducks d'Anaheim en 1997-1998 pour la Ligue nationale de hockey.

## Statistiques
| No | Saison    | PJ | V  | D  | N | DP | BP  | BC  | Pts | Classement                     | Séries éliminatoires     | Entraîneur       |
| -- | --------- | -- | -- | -- | - | -- | --- | --- | --- | ------------------------------ | ------------------------ | ---------------- |
| 1  | 1991-1992 | 64 | 25 | 30 | - | 9  | 298 | 341 | 59  | 7e place, division Ouest       | Non qualifiés            | Terry Ruskowski  |
| 2  | 1992-1993 | 64 | 30 | 30 | - | 4  | 257 | 256 | 64  | 7e place, division Ouest       | Non qualifiés            | Terry Ruskowski  |
| 3  | 1993-1994 | 68 | 41 | 20 | - | 7  | 344 | 285 | 89  | 2e place, division Nord        | Défaite au deuxième tour | Terry Ruskowski  |
| 4  | 1994-1995 | 68 | 31 | 32 | - | 5  | 282 | 315 | 67  | 4e place, division Nord        | Défaite au premier tour  | Moe Mantha       |
| 5  | 1995-1996 | 70 | 37 | 28 | - | 5  | 285 | 268 | 79  | 4e place, division Nord        | Défaite au premier tour  | Moe Mantha       |
| 6  | 1996-1997 | 70 | 44 | 21 | 5 | -  | 303 | 257 | 93  | 1re place, division Nord       | Défaite au deuxième tour | Brian McCutcheon |
| 7  | 1997-1998 | 70 | 33 | 30 | 7 | -  | 221 | 220 | 73  | 5e place, division Nord-Ouest  | Non qualifiés            | Don Granato      |
| 8  | 1998-1999 | 70 | 39 | 24 | 7 | -  | 257 | 242 | 85  | 1re place, division Nord-Ouest | Défaite au deuxième tour | Don Granato      |